# Боровняк, Деян
Деян Боровняк (серб. Дејан Боровњак; род. 1 апреля 1986, Книн, Югославия) — сербский профессиональный баскетболист, играющий на позиции центрового. Выступает за баскетбольный клуб «Златибор».

## Карьера
Выпускник сербской баскетбольной школы «Партизана». Дебютировал в профессиональном баскетболе в сезоне 2004/2005, выступая за белградский «Партизана», и за первые четыре года карьеры оформил четыре чемпионства страны подряд.
С «Воеводиной», куда Боровняк перешёл после успешного старта в «Партизане», Деян стал обладателем Кубка Радивоя Корача, а в составе сборной страны в 2009 году стал чемпионом Универсиады.
Сезон 2014/2015 Боровняк провёл в питерском «Зените». Средние показатели игрока в 35 матчах Единой лиги ВТБ составили 9,9 очка и 5,6 подбора.

## Достижения

### Клубные
- Чемпион Адриатической Лиги (2): 2006/2007, 2007/2008
- Чемпион Сербии и Черногории (2): 2004/2005, 2005/2006
- Чемпион Сербии (2): 2006/2007, 2007/2008
- Обладатель Кубка Радивоя Корача: 2007/2008
- Обладатель Кубка Польши: 2012/2013
- Финалист Кубка Радивоя Корача (2): 2004/2005, 2006/2007

### В составе сборной Сербии
- Победитель Универсиады: 2009
- Серебряный призёр Универсиады: 2007